# 伊予鉄道610系電車
伊予鉄道610系電車（いよてつどう610けいでんしゃ）は、伊予鉄道の鉄道線用電車。
非冷房車で老朽化の進んだ600系の置き換え用として、1995年にアルナ工機で2両編成2本（4両）が製造された。中古車の転入が多かった中で久々の自社発注車であった。
編成は制御電動車のモハ610形と制御付随車のクハ660形から構成される。

## 車両概要

### 車体
東武鉄道20000系に準じたステンレス製構体を用いる3扉・18m級車体であるが、前面は独自デザインの普通鋼製であり、白色を基調とする塗装が施されている。窓下には伊予鉄道のシンボルカラーである濃淡オレンジの帯を配しており、後にこれをベースとし、地色をクリーム色とした車体塗装が700系・800系に採用された。
「東武20000系の注文流れの構体を流用した」との意見もあるが、伊予鉄では否定している。東武20000系の構体とは車体裾の絞りや天井肩部分などに相違があるほか、車体幅についても東武20000系より狭くなっている。
車内の座席はロングシートで、伊予鉄道の鉄道車両で初めて車椅子スペースと優先座席が設置された。乗降扉上部にはLED式車内案内表示装置が設置され、後に液晶式へ更新されている。
冷房装置は、伊予鉄道の標準である三菱電機製集約分散式CU127R（冷凍能力10,500kcal/h）を1両につき3基搭載する。運転室背面の仕切り構造は大阪市営地下鉄（現・Osaka Metro）を走行する66系（堺筋線）や北大阪急行電鉄の8000形（御堂筋線）などと共通である。

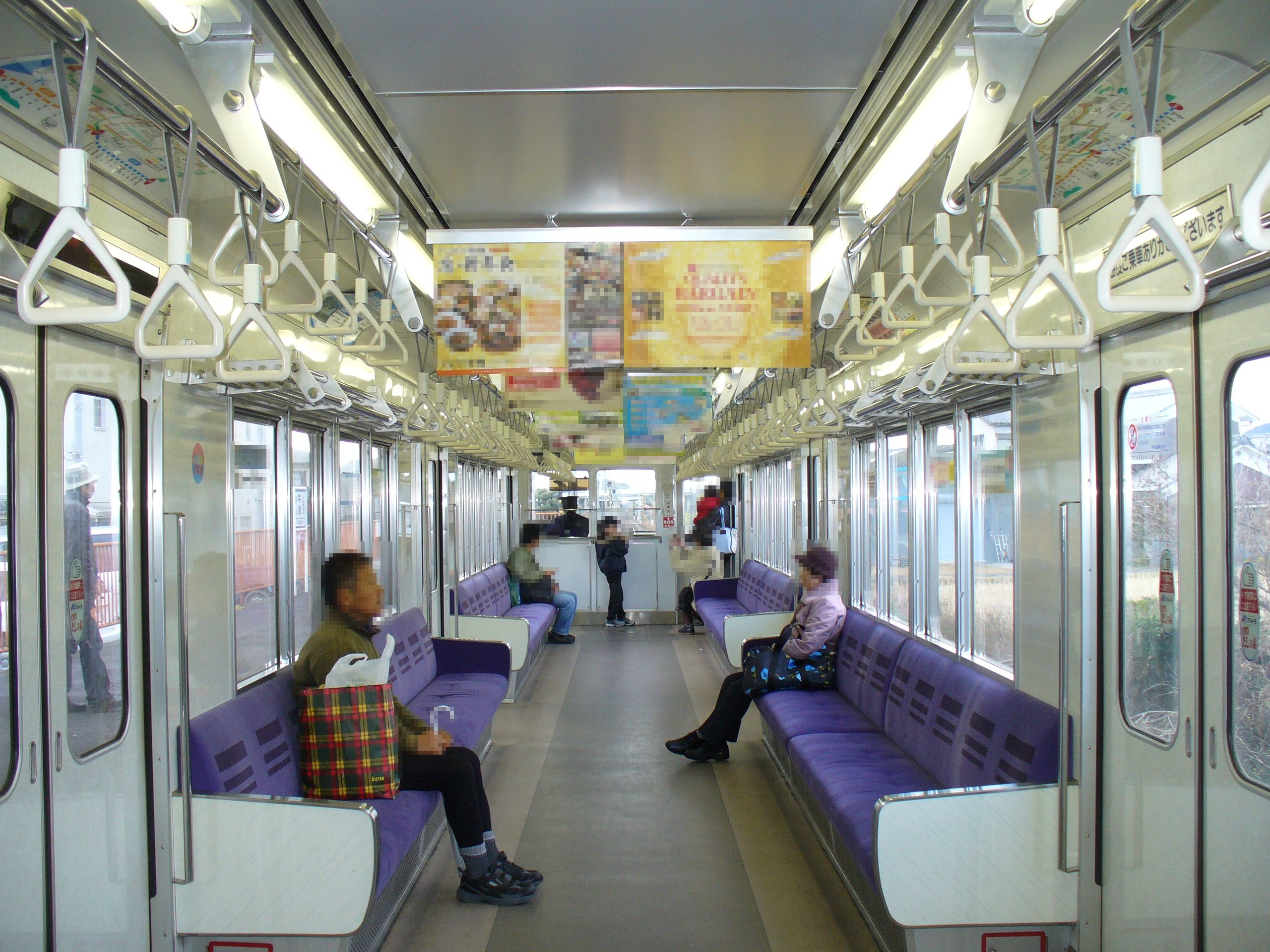
車内
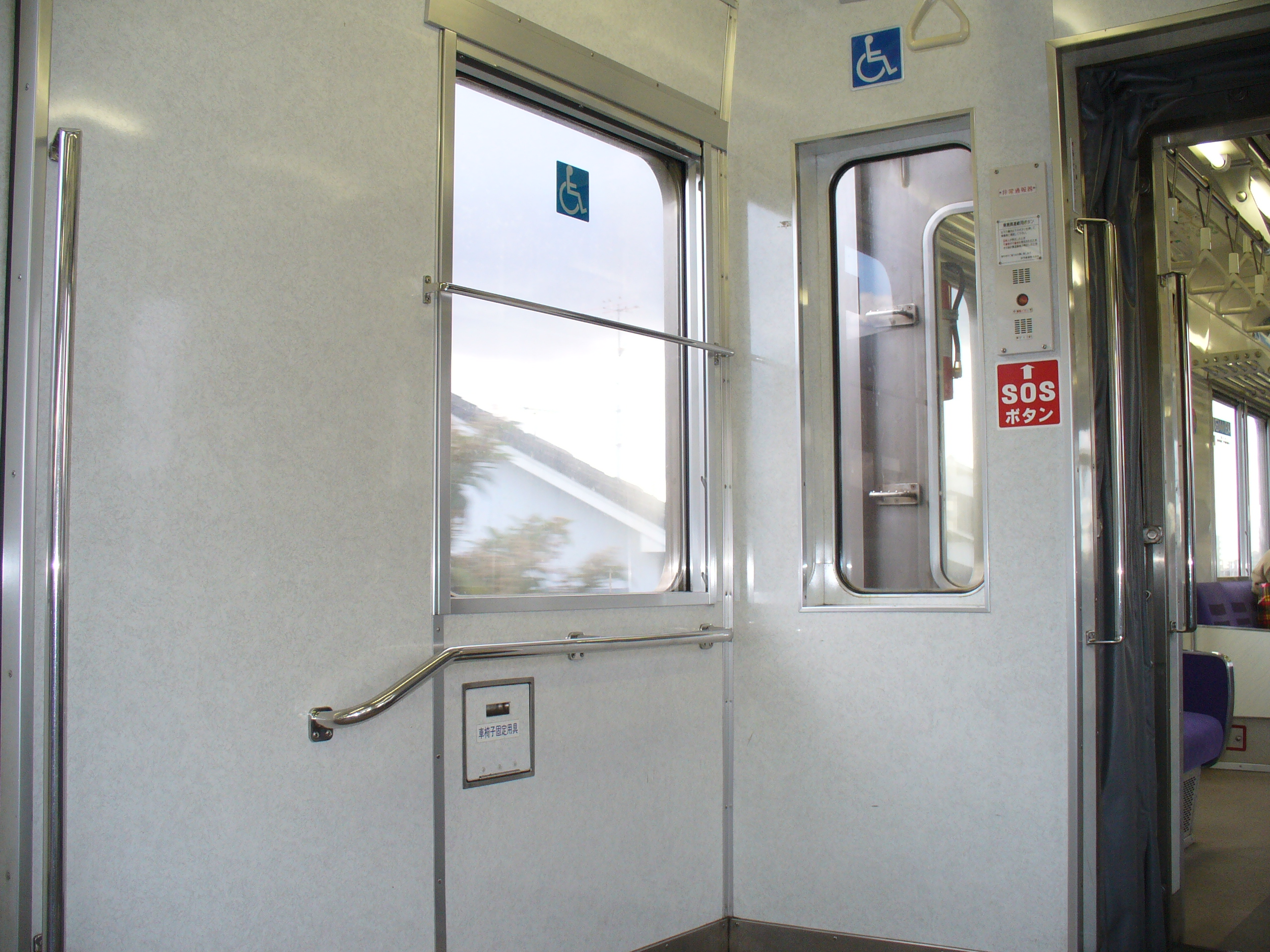
車椅子スペース
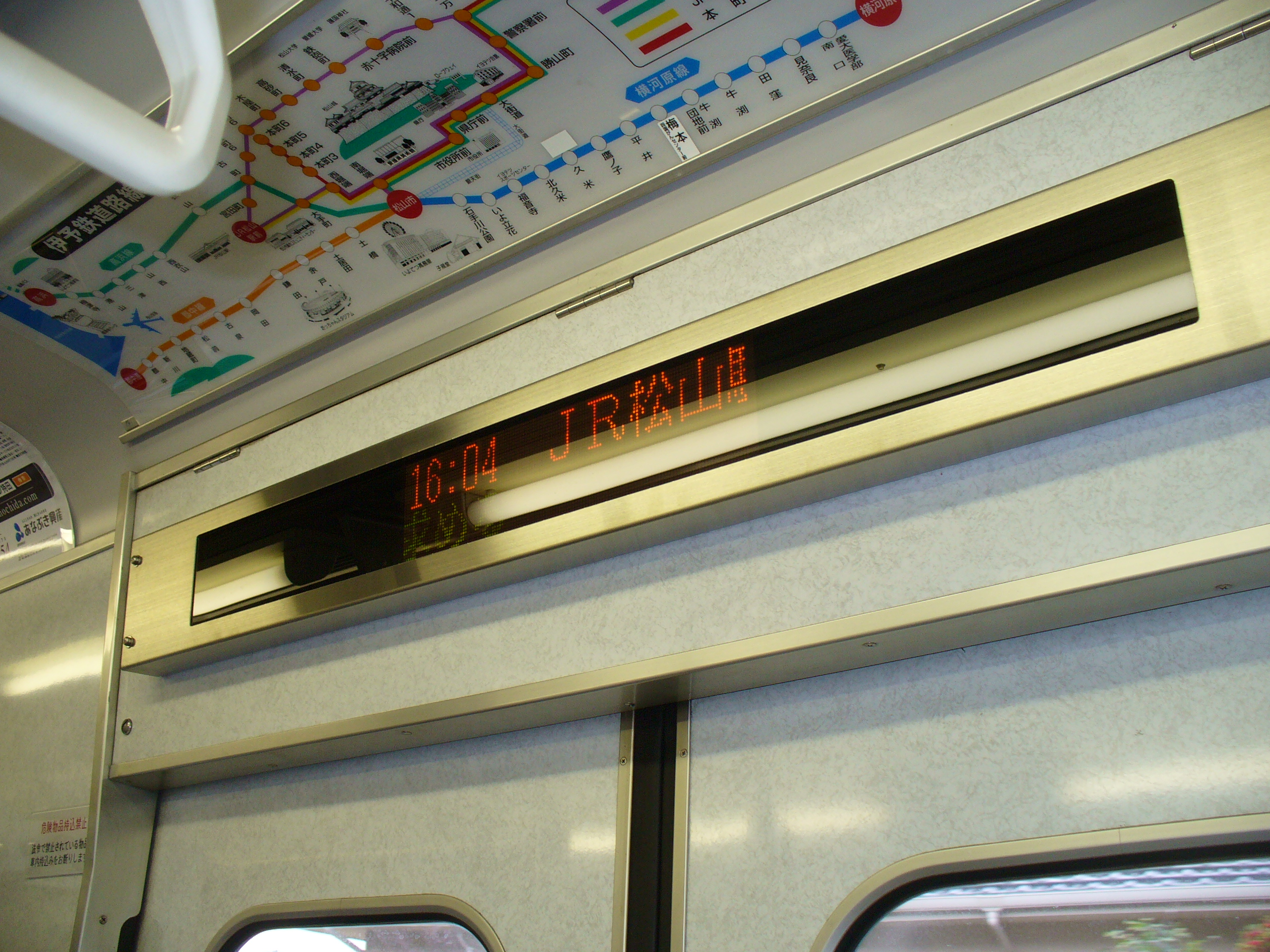
車内案内表示装置（2021年現在は液晶式に更新済）

### 機器
700系とほぼ同一のものである。すなわち制御装置は、京王5000系の発生品である日立製作所製MMC-HTB-20Bを使用している。京王5000系は1台の制御装置で8個の主電動機を制御する1C8M方式であったが、架線電圧が京王線の1,500Vと異なり600Vまたは750Vであることから、1台の主制御器で4個の主電動機（75kW×4）を制御する1C4M方式である。
台車は、東武2000系の発生品である住友金属工業製FS340形を装着する。
制動装置は発電ブレーキ併用電磁直通ブレーキ (HSC-D) である。ただし、発電ブレーキは使用しないこともある。
集電装置は新品で、東洋電機製造製PT-7107-T型シングルアーム式パンタグラフをモハ610形に1基搭載する。
連結器は700系と同様の密着連結器を装備している。 このため、700系や800系中間車とも併結が可能であるが、実際に併結して運用されたことはない。

## 運用
平日ダイヤでは松山市6時50分発（留置線の都合により2番のりばから発車）横河原行きに2本併結の4両編成で運用され、横河原7時25分発高浜行きとして折り返す。高浜線古町駅以北はホーム有効長の関係で4両編成は入線が不可能であることから、古町で後部2両を解結し、前部2両が高浜行となる。また、大手町駅のホーム有効長は3両分であることから、松山市到着後に横河原側の1両分をドアカットする。
その後、松山市偶数時0分発・偶数時15分発の高浜線 - 横河原線運用に充当される。ただし、検査などで古町駅で車両入れ替えを行う場合はこの限りでない。
日曜・祝日ダイヤでは2006年9月まで郡中線での固定運用となっていたが、その後は平日と同様に高浜線 - 横河原線運用に充当されている。
2018年に全車が新塗装化（橙色一色化）された。
2020年8月22日より定期運用では14年ぶり、代走運用を含めると2010年8月8日以来10年ぶりに郡中線での運用が再開された。しかしながら、2023年11月のダイヤ改正で郡中線減便とともに全車両3両編成化が行われたことにより、610系の郡中線での運用は消滅した。

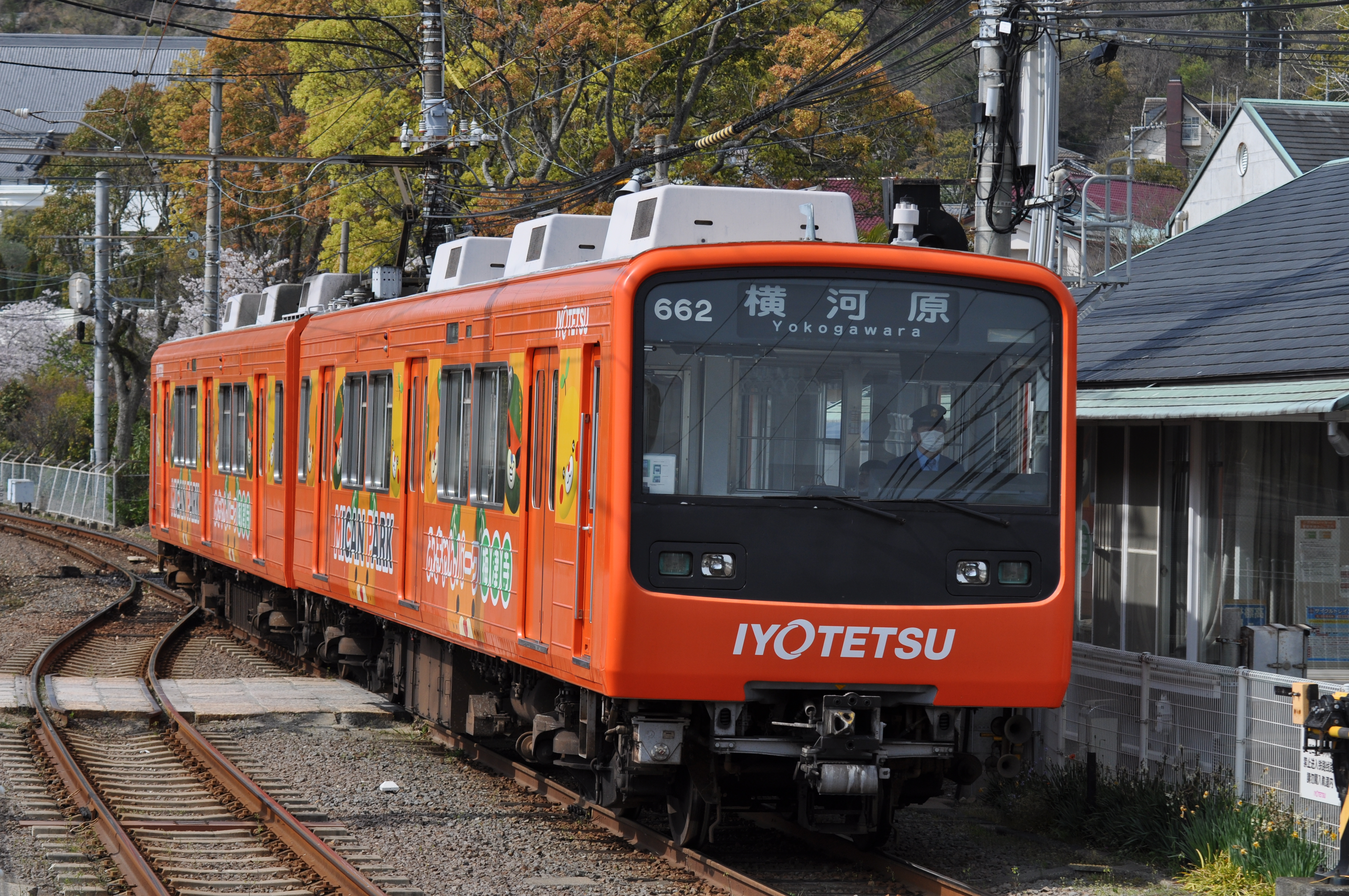
610系第二編成。新塗装化で全身オレンジ色になった。また当編成は梅津寺駅前にあるみきゃんパークのラッピングが施されている。（2023年4月 梅津寺駅）

なお、2025年2月より7000系を投入し、700系を淘汰することが発表されたが、本系列は代替対象から外されている。また、順次車内のリニューアルが行われる予定となっている。